# ヘルムート・ヴィンシャーマン
ヘルムート・ヴィンシャーマン（Helmut Winschermann,  1920年3月22日 - 2021年3月4日）は、ドイツのオーボエ奏者、指揮者、教育者。

## 生涯
1920年生まれ。エッセンとパリでオーボエを学び、幾つかのオーケストラを歴任した後、ドイツ・バッハ・ゾリステンのオーボエソロイスト、指揮者として1960年代からバッハを始めとするバロック音楽の普及に努める。エッセンではヨハン・バプティスト・シュレーに、またパリではルイ・ブルーゼに師事した。
デトモルトの北西ドイツ音楽院教授として多くの門下を育て、日本からも岩崎勇、宮本文昭、安原理喜、北島章や、より若い世代まで数多くの演奏家が師事している。2010年代まで指揮者としての活動を続け、水戸室内管弦楽団、大阪フィルハーモニー交響楽団、東京シティ・フィルなどにしばしば客演している。1960年の初来日（クルト・トーマス、ラインホルト・バルヒェット、ハンス・マルティン・リンデなど同行）以来数多く来日を重ね、草創期の読売日本交響楽団でのオーボエ欠員に際してオットー・ヴィンター（後にバンベルク交響楽団）を推薦するなど、日本楽壇への影響、繋がりも深かった。また翠（みどり）夫人は日本人である。
2010年3月にはボンで90歳を祝う催しが開かれた。2010年9月には来日、「マタイ受難曲」（東京）、「ロ短調ミサ」（大阪）を指揮し、また東京でも祝賀会が開かれた。
2020年3月22日に100歳を迎えたが、ボンの自宅での祝賀会は、新型コロナウィルス問題の影響で中止となった。
2021年3月4日死去。100歳没。